# Albuca pulchra
Albuca pulchra là một loài thực vật có hoa trong họ Măng tây. Loài này được (Schinz) J.C.Manning & Goldblatt mô tả khoa học đầu tiên năm 2009.